# Frank Chance Day Baseball Festival
Frank Chance Day Baseball Festival è un cortometraggio muto del 1913. Non si conoscono altri dati sul documentario prodotto dalla Selig che ha come protagonista il campione di baseball Frank Chance e le celebrazioni in suo onore tenute nella città di Chicago.

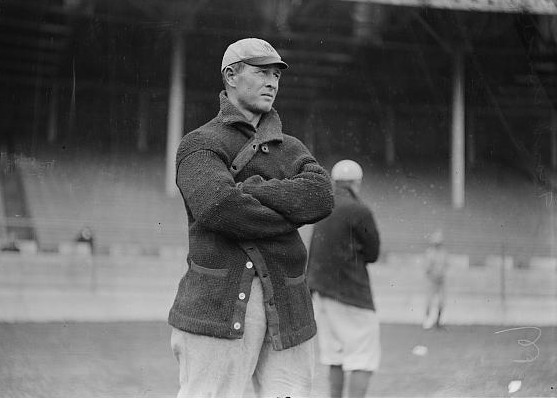
Frank Chance (1913)

## Produzione
Il film fu prodotto dalla Selig Polyscope Company.

## Distribuzione
Distribuito dalla General Film Company, il film - un documentario - uscì nelle sale cinematografiche statunitensi nel maggio 1913.